# Clube Atlético Assisense
O Clube Atlético Assisense é um clube brasileiro de futebol do município de Assis, interior do estado de São Paulo. Foi fundado em 27 de março de 1995, suas cores são azul e branco e sua mascote é o "Falcão". Atualmente disputa a Segunda Divisão do Campeonato Paulista, equivalente a quinta divisão.

## História
O clube foi fundado em 27 de março de 1995 como um clube amador, por pais de alunos da Escolinha de Futebol Peraltinha, que na época tinha uma parceria com o Cruzeiro, possuindo como cores oficiais o azul e branco, em homenagem ao clube mineiro e também à bandeira do município de Assis. Se profissionalizou em 2003, quando a equipe participou da Série B3 (sexto nível, sem equivalência atual) do Campeonato Paulista, sendo eliminada ainda na primeira fase. No ano seguinte, o Assisense ganhou corpo na cidade e um forte patrocínio, montando um elenco competitivo. Nas duas primeiras fases da Série B2 (quinta divisão), a equipe liderou seus grupos. O acesso à Série B1 era dado como certo. Mas na terceira e decisiva fase, o time pareceu ter sentido a pressão e decepcionou.
Por causa do baque de 2004, o Assisense não teve o mesmo apoio no ano seguinte, tanto por parte dos empresários, quanto da torcida. Novamente, o clube teve um bom início na competição estadual, sendo eliminado na segunda fase. 
Em 2005, a Série B do Paulistão foi unificada e recebeu seu nome atual de Segunda Divisão. Desta forma, o Assisense passou do quinto para o quarto nível do futebol paulista. Naquele ano, o clube fez novamente uma boa campanha, sendo eliminado na segunda fase. 
Em 2006, sem patrocínio, o time não conseguiu passar da primeira fase na Segunda Divisão. A história se repetiu em 2007, com a eliminação ainda na etapa inicial.
Entre 2006 e 2007, o Assisense passou a investir nas categorias de base, participando do Campeonato Paulista Sub-20, Segunda Divisão, e desde então tem revelado bons jogadores, que passam a compor o elenco profissional. Também em 2008 e 2009, não conseguiu chegar à segunda fase da Segunda Divisão.
Atualmente o clube é presidido por Silvio Nogueira Bahia, que decidiu priorizar as categorias de base. 
Paulo Victor, goleiro do Flamengo iniciou sua trajetória futebolistica no clube, que em 2013 quase conseguiu o acesso e em 2014, chegou a segunda fase da Segundona Paulista.
Em 2015, a equipe avançou à segunda fase da Segundona Paulista, porém não conseguiu o acesso, terminando no último lugar se seu grupo.  Em 2016, a equipe foi eliminada na primeira fase da Segundona Paulista, ficando no 6º lugar do grupo 1, que contava com 8 equipes. 
No final de 2017 o empresário Roberto Cardoso de Almeida, o popular Beto Credin, assumiu a presidência do Falcão do Vale com a promessa de montar um elenco forte para disputa da Série B em 2018. O primeiro patrocínio anunciado foi o da empresa de bebidas Poty.
Em 2025, foi confirmado que o Assisense irá jogar a Bezinha nesse ano junto com o Batatais, o Guarulhos e a Santacruzense, após a desistencia de 4 times (América, Atlético Mogi, Barcelona e Fernandópolis)

## Torcida
Torcida Jovem Assisense: Fundada em 2014 é a torcida organizada do Clube Atlético Assisense.

## Estatísticas

### Participações
| Aumento | Promovido à divisão superior  |
| Baixa   | Rebaixado à divisão inferior  |
| Inativo | Licenciamento no ano seguinte |

|  | Participações em 2025 |

| Competição | Competição         | Temporadas | Melhor campanha           | Anos                  | A | R |
| São Paulo  | Série A4           | 15         | 8º colocado (2013 e 2019) | 2005-2011 e 2013-2022 | – | – |
| São Paulo  | Segunda Divisão    | 2          | 6º colocado (2004)        | 2004, 2025            | – | – |
| São Paulo  | Série B3 (extinta) | 1          | 11º colocado (2003)       | 2003                  | – |   |

### Últimas 10 Temporadas
Legenda:
| Campeão Vice-campeão Eliminado nas semifinais | Campeão e promovido à divisão superior Vice-campeão e/ou promovido à divisão superior Rebaixado à divisão inferior | Classificado à fase de grupos da Copa Libertadores Classificado à fase preliminar da Copa Libertadores Classificado à Copa Sul-Americana Campeão do Campeonato do Interior |

## Elenco atual
Predefinição:Elenco atual do Clube Atlético Assisense